# Ateloglutus chilensis
Ateloglutus chilensis là một loài ruồi trong họ Tachinidae.